# 45ª Squadriglia
La 45ª Squadriglia del Servizio Aeronautico del Regio Esercito dall'aprile 1916 vola con aerei Caudron G.3.

## Storia

### Prima guerra mondiale
Il 15 aprile 1916 dopo il cambio dei nomi delle squadriglie la 5ª Squadriglia per l'artiglieria Caudron G.3 del Campo di aviazione di Oleis (campo di Azzano) di Manzano del Capitano osservatore Vittorio Giovine diventa 45ª Squadriglia.
Dal 30 aprile passa nel VI Gruppo (poi 6º Gruppo caccia) ed a giugno passa sui Farman 14.
Nel 1916 ha svolto 346 voli di guerra, 180 fotografie sostenendo 7 combattimenti aerei.
Il 1º gennaio 1917 dispone di 9 piloti tra cui il Sergente Cosme Rennella e 6 osservatori ed a maggio il comando passa al Cap. Ottorino Mutti.
Il 14 maggio il Farman del Serg. Tommaso Masala e del Tenente osservatore Fernando Silvestri rientra in emergenza dopo essere stato colpito da 2 caccia.
L'11 agosto un Farman viene abbattuto sul Monte Santo di Gorizia dall'Hansa-Brandenburg D.I  dell'Asso dell'aviazione austriaco Benno Fiala von Fernbrugg che arriva alla quinta vittoria.
Poi cede i Farman con motore Colombo alla 27ª Squadriglia ricevendo i Savoia-Pomilio SP.3.
Il 18 agosto l'aereo di Mutti con il Ten. Achille Pierro della 27ª viene colpito al motore ed all'elica dall'Hansa-Brandenburg D.I dell'asso Godwin Brumowski (che arriva alla 14ª vittoria) rientrando nelle linee italiane.
Il 23 agosto un S.P. viene abbattuto su Ternova da 3 caccia comandati da Brumowski su Br. D.1 che arriva alla 20ª vittoria e dopo la Battaglia di Caporetto viene sciolta portando gli aerei al Campo di aviazione di Taliedo.
Nel conflitto ha svolto 680 voli di guerra.

### Seconda guerra mondiale
Al 10 giugno 1940 era al Bir el Bhera (vicino a Iefren) con 8 S.M.79 nel XXXVI Gruppo del 33º Stormo Bombardamento Terrestre della 5ª Squadra aerea della Regia Aeronautica.